# Holhymenia histrio
Holhymenia histrio es una especie de chinches de la familia Coreidae, nativa de América del Sur.  Fue descrito por primera vez por  el naturalista danés Johan Christian Fabricius en 1803.

## Etimología
El epíteto específico histrio proviene del latín hister (actor).

## Nombres comunes
En Argentina se la conoce como "chinche del mburucuyá".

## Hábitat y comportamiento
Holhymenia histrio es una especie hospedadora de las plantas del género Passiflora, de cuyos brotes y frutos se alimenta.